# Jamahal Hill
Pour les articles homonymes, voir Hill.
Jamahal Alexander Hill, né le 19 mai 1991 à Chicago dans l'Illinois, est un pratiquant américain d'arts martiaux mixtes (MMA). Il combat actuellement dans la catégorie des poids mi-lourds de l'Ultimate Fighting Championship (UFC), dont il fut le champion entre janvier et juillet 2023.

## Biographie
Jamahal Hill naît le 19 mai 1991 à Chicago, dans l'Illinois, aux États-Unis. Il déménage à Grand Rapids, dans le Michigan, à l'âge de 12 ans. Il est diplômé de la Rogers High School de Wyoming. Après avoir renoncé à une carrière de basket-ball à l'université Davenport, Jamahal Hill commence à concourir dans les arts martiaux mixtes (MMA) professionnels en 2017.

## Carrière

### Débuts (2017-2019)
Le 30 septembre 2017, il affronte l'Américain Alex Davidson à Grand Rapids, dans le Michigan, et remporte le combat par décision unanime. Le 16 décembre 2017, il affronte l'Américain Mike Johnson à Grand Rapids, dans le Michigan, et remporte le combat par KO technique.
Le 21 avril 2018, il affronte l'Américain William Vincent à Grand Rapids, dans le Michigan, et remporte le combat par décision unanime. Le 30 juin 2018, il affronte l'Américain Dequan Townsend à Grand Rapids, dans le Michigan, et remporte le combat par décision unanime. Le 16 février 2019, il affronte pour la deuxième fois l'Américain William Vincent à Grand Rapids, dans le Michigan, et remporte le combat par KO technique.

### Ultimate Fighting Championship (depuis 2019)
Le 23 juillet 2019, il affronte l'Allemand Alexander Poppeck à Las Vegas, dans le Nevada, et remporte le combat par KO technique. Le 25 janvier 2020, il affronte le Serbe Darko Stošić à Raleigh, en Caroline du Nord, et remporte le combat par décision unanime. Le 30 mai 2020, il affronte le Brésilien Klidson Abreu à Las Vegas, dans le Nevada, et remporte le combat par KO technique,. Cependant, à la suite d'un contrôle positif au cannabis de Jamahal Hill, le combat est sans décision. Le 5 décembre 2020, il affronte l'Haïtien Ovince Saint Preux à Las Vegas, dans le Nevada, et remporte le combat par KO technique,.
Le 12 juin 2021, il affronte l'Écossais Paul Craig à Glendale, dans l'Arizona, et perd le combat par KO technique,. Le 4 décembre 2021, il affronte l'Australien Jimmy Crute à Las Vegas, dans le Nevada, et remporte le combat par KO,. Sa prestation est désignée Performance de la soirée. Le 19 février 2022, il affronte le Brésilien Johnny Walker à Las Vegas, dans le Nevada, et remporte le combat par KO,. Sa prestation est désignée Performance de la soirée. Le 6 août 2022, il affronte le Brésilien Thiago Santos à Las Vegas, dans le Nevada, et remporte le combat par KO technique,. Sa prestation est désignée Combat de la soirée.

#### Champion des poids mi-lourds
Le 21 janvier 2023, il affronte le Brésilien Glover Teixeira à Rio de Janeiro, au Brésil, et remporte le combat par décision unanime,. À cette occasion, il remporte le titre des poids mi-lourds de l'Ultimate Fighting Championship (UFC). Sa prestation est désignée Combat de la soirée.
Le 14 juillet 2023, Jamahal Hill annonce rendre son titre vacant après s'être rompu le tendon d'achille,.
Le 13 avril 2024, Hill affronte Alex Pereira pour le titre des poids mi-lourds, dans le main-event de l'UFC 300. Il s'incline par KO au 1er round après un crochet du point gauche de Pereira.
Le 18 janvier 2025, lors de l'UFC 311, il s'incline par KO technique au 3e round contre l'ancien champion des poids mi-lourds de la fédération, Jiří Procházka.

## Vie privée
Jamahal Hill est père de six enfants.

## Palmarès en arts martiaux mixtes

### Distinctions
- Ultimate Fighting Championship
  - Performance de la soirée (× 2) : face à Jimmy Crute et Johnny Walker[16],[19].
  - Combat de la soirée (× 2) : face à Thiago Santos et Glover Teixeira[22],[26].

### Historique des combats
| 17 combats     | 12 victoires | 4 défaites |
| Par KO         | 7            | 3          |
| Par soumission | 0            | 0          |
| Sur décision   | 5            | 1          |
| Sans décision  | 1            | 1          |

| Résultat      | Record   | Adversaire           | Méthode                                | Événement                               | Date              | Round | Temps | Lieu                                  | Notes |
| ------------- | -------- | -------------------- | -------------------------------------- | --------------------------------------- | ----------------- | ----- | ----- | ------------------------------------- | --- |
| Défaite       | 12-4 (1) | Khalil Rountree, Jr. | Décision unanime                       | UFC sur ABC : Hill contre Rountree Jr.  | 21 juin 2025      | 5     | 5:00  | Baku, Azerbaïdjan                     | |
| Défaite       | 12-3 (1) | Jiří Procházka       | TKO (coups de poing)                   | UFC 311: Makhachev contre Moicano       | 18 janvier 2025   | 3     | 3:01  | Inglewood, Californie, États-Unis     | |
| Défaite       | 12-2 (1) | Alex Pereira         | KO (coups de poing)                    | UFC 300: Pereira vs. Hill               | 13 avril 2024     | 1     | 3:14  | Las Vegas, Nevada, États-Unis         | Pour le titre des poids mi-lourds de l'UFC.                                                                                |
| Victoire      | 12-1 (1) | Glover Teixeira      | Décision unanime                       | UFC 283: Teixeira vs. Hill              | 21 janvier 2023   | 5     | 5:00  | Rio de Janeiro, Brésil                | Remporte le titre des poids mi-lourds de l'UFC. Combat de la soirée. Par la suite, Hill abandonne son titre pour blessure. |
| Victoire      | 11-1 (1) | Thiago Santos        | TKO (coups de poing et coups de coude) | UFC on ESPN: Santos vs. Hill            | 6 août 2022       | 4     | 2:31  | Las Vegas, Nevada, États-Unis         | Combat de la soirée. |
| Victoire      | 10-1 (1) | Johnny Walker        | KO (coups de poing)                    | UFC Fight Night: Walker vs. Hill        | 19 février 2022   | 1     | 2:55  | Las Vegas, Nevada, États-Unis         | Performance de la soirée.                                                                                                  |
| Victoire      | 9-1 (1)  | Jimmy Crute          | KO (coups de poing)                    | UFC on ESPN: Font vs. Aldo              | 4 décembre 2021   | 1     | 0:48  | Las Vegas, Nevada, États-Unis         | Performance de la soirée.                                                                                                  |
| Défaite       | 8-1 (1)  | Paul Craig           | TKO (coups de coude dans le triangle)  | UFC 263: Adesanya vs. Vettori II        | 12 juin 2021      | 1     | 1:59  | Glendale, Arizona, États-Unis         | |
| Victoire      | 8-0 (1)  | Ovince Saint Preux   | TKO (coups de poing)                   | UFC on ESPN: Hermansson vs. Vettori     | 5 décembre 2020   | 2     | 3:37  | Las Vegas, Nevada, États-Unis         | |
| Sans décision | 7-0 (1)  | Klidson Abreu        | NC (annulé)                            | UFC on ESPN: Woodley vs. Burns          | 30 mai 2020       | 1     | 1:51  | Las Vegas, Nevada, États-Unis         | À l'origine, victoire par TKO (coups de poing) pour Jamahal Hill ; annulée après qu'il a été contrôlé positif au cannabis. |
| Victoire      | 7-0      | Darko Stošić         | Décision unanime                       | UFC Fight Night: Blaydes vs. dos Santos | 25 janvier 2020   | 3     | 5:00  | Raleigh, Caroline du Nord, États-Unis | |
| Victoire      | 6-0      | Alexander Poppeck    | TKO (coups de poing et coups de coude) | Dana White's Contender Series 21        | 23 juillet 2019   | 3     | 0:22  | Las Vegas, Nevada, États-Unis         | |
| Victoire      | 5-0      | William Vincent      | TKO (abandon)                          | Lights Out Championship 2               | 16 février 2019   | 1     | 5:00  | Grand Rapids, Michigan, États-Unis    | |
| Victoire      | 4-0      | Dequan Townsend      | Décision unanime                       | KnockOut Promotions 62                  | 30 juin 2018      | 5     | 5:00  | Grand Rapids, Michigan, États-Unis    | |
| Victoire      | 3-0      | William Vincent      | Décision unanime                       | KnockOut Promotions 61                  | 21 avril 2018     | 3     | 5:00  | Grand Rapids, Michigan, États-Unis    | |
| Victoire      | 2-0      | Mike Johnson         | TKO (coups de poing)                   | KnockOut Promotions 59                  | 16 décembre 2017  | 1     | 4:45  | Grand Rapids, Michigan, États-Unis    | Début en poids mi-lourds.                                                                                                  |
| Victoire      | 1-0      | Alex Davidson        | Décision unanime                       | KnockOut Promotions 58                  | 30 septembre 2017 | 3     | 5:00  | Grand Rapids, Michigan, États-Unis    | |